# Linneryds landskommun
Linneryds landskommun var en tidigare kommun i Kronobergs län under åren 1863-1970.

## Administrativ historik
När 1862 års kommunalförordningar trädde i kraft inrättades i Sverige cirka 2 500 kommuner. Huvuddelen av dessa var landskommuner (baserade på den äldre sockenindelningen), vartill kom 89 städer och åtta köpingar. I Linneryds socken i Konga härad i Småland inrättades då denna kommun.
Vid kommunreformen 1952 bildade den storkommun genom sammanläggning av Linneryd med den tidigare kommunen Nöbbele.
År 1971 upplöstes Linneryds storkommun och Linneryds församling gick upp i Tingsryds kommun medan Nöbbele församling fördes till Växjö kommun.

### Kyrklig tillhörighet
I kyrkligt hänseende tillhörde kommunen Linneryds församling. Den 1 januari 1952 tillkom Nöbbele församling.

## Historia

### Kommunbeskrivning i Svenska orter: atlas över Sverige med ortbeskrivning, Del I: ortbeskrivning
Linneryds kommun i Kronobergs län, Konga härad, tillhör Älmeboda landsfogdedistrikt ,Konga och Kinnevalds fögderi, Konga härads väghållningsdistrikt. 

### Skatteuppgifter 1932
Taxeringsvärde för skattepliktig fastighet 1930: För jordbruksfastigheter 3 407100 kr, varav 2 433 600 jordbruksvärde, 964100 skogsvärde och 9 400 tomt- och industrivärde, för andra fastigheter 844 500kr. Taxeringsvärde för skattefri fastighet för andra fastigheter tillhöriga kommuner med flera 230 100 kr, varav kyrka 75 000, 7 folkskolor 107 000 och ålderdomshem 10 000. Till kommunal inkomstskatt taxerad inkomst 1930: svenska aktiebolag och solidariska bankbolag 27 890 kr, andra skattskyldiga 831 490. Antal skattekronor 1931: 5 811. Kommunalskatt 1931: 7,00 kr, varav borgerlig kommun 3,00, kyrkan 1,00 och skolan 3,00. Landstingsskatt 1931: 2,00 kr. Vägskatt 1931: 0,20 kr per fyrk. Tillgångar 31 december 1928:  borgerlig kommun 90 900 kr, varav fastigheter 61 400, kyrklig kommun 159 709, varav fastigheter 120 000. Skulder 31 december 1928: borgerlig kommun 6 000 kr, kyrklig kommun 37 307. Brukningsdelar (1927): 372.

### Kommunikationer 1932
Busslinjer:
- Älmeboda — Linneryd — Ingelstad — Växjö,
- Älmeboda—Korrö—Linneryd—Ingelstad—Växjö (torsd.),
- Ingelstad—Nöbbele—Linneryd
- Tingsryd—Flislycke—Växjö

## Skolväsendet utveckling
Per Pettersson Holm blev 1823 den förste skolläraren i Linneryd. 1833 hade Linneryd en av fem skolor som  fanns i Kronobergs län. Det var inte förrän efter skapandet av landskommunen som skolväsendet utvecklades. Administrativt hörde skolan under kyrkan till 1932, och kyrkoråd och skolråd var en och samma nämnd. 1932 inrättades en folkskolestyrelse. 1855 anställdes en andra folkskollärare och kommunen fick två skoldistrikt, där sedan lärarna ambulerade mellan vardera fyra  skolhus. Det fanns dessutom 2 småskollärare som ambulerade till samma skolor. Skolterminerna var korta och sammanlagt gick barnen år 1900 bara 4 månader om året i skola.
1867 hade Linneryd 8 skolhus som då var ganska nybyggda. De låg på de åtta första platserna nedan.
- Linneryd Kyrkskolan som hade bostad för en av folkskollärarna och planteringsland för undervisning i trädgårdsskötsel.
- Bökås skola, byggd på 1860-talet med lärarbostad och planteringsland. Var skola fram till 1923 då skolan nedlades. Skolan såldes 1926 till privatbostad.
- Kronsborg Äldre skola byggd på 1860-talet, den nybyggdes sedan på 1920-talet. Denna skola var den i församlingen som längst var B3 skola, dvs hade en lärare för alla årskurser i skolan.1932 flyttades gamla skolhuset i Virsryd till Kronborg för att bereda större plats och möjliggöra B2 skola med flera lärosalar. Skola till 1957.
- Groseled Mindre skola byggd på 1860-talet som upphörde strax efter 1900.
- Kuppramåla Mindre skola som upphörde före 1914.
- Hultet Mindre skola byggd på 1860-talet som upphörde före 1914
- Siggahult  är en mindre skola byggd 1865. Siggahults skola är den äldsta bevarade i socken om man bortser från sockenstugan i kyrkbyn. Den byggdes 1865 och kostade 443 kr och 44 öre att bygga. Siggahult upphörde som skola 1925.[2] Skolan blir endast småskola 1922-1925. Ersättande skola Siggalycke folkskola byggs 1922.[3] Siggalycke folkskola förblir sedan skola till 1957.
- Smedjehult Mindre skola byggd på 1860-talet. Var skola ännu 1914.
- 1887 byggdes en nionde skola i socknen, med folk- och småskola i Skogsryd. Skolan byggs av byamännen i Skogsryd på eget initiativ. Skolväsendet I Linneryd fick 1889 tre folkskollärare som vardera ambulerade mellan tre skolor i kommunen.
- 1901 byggdes ett nytt skolhus i kommunen i Stångsmåla för småskolan och folkskola.Stångsmåla skola byggs om på 1920-talet. Den förblir skola till 1957. Den blir sedan ombyggd till lärarbostäder och får 2 lägenheter med egna kök och 2 respektive 3 rum.
- Virsryds  äldre skola byggdes 1902. En ny skola byggs på 1920-talet och 1932 flyttas gamla skolhuset från 1902 till Kronsborg. Skolan  I Virsryd upphörde efter 1948 men före 1957
- Skogsryds småskola inrättas redan 1887. Skolan har en lärosal och lägenheter med två rum och kök för lärare. En ny folkskola byggs 1924 med en skolsal och en trerumslägenhet för lärare. Skolorna förblir sedan skolor till 1957.
- Bro skola byggdes  1917 med små- folkskola och slöjdskola. Två lägenheter för lärare. Förblir skola till 1957.

1914 hade kommunen fasta skolor på alla platser. 1921 är det sämre med tillgången på lärare. Vid kommunens 7 fasta folkskolor finns bara en examinerad lärare. I slutet av 1920-talet hade kommunen 12 lärare anställda som vardera har cirka 25 barn i undervisning. Det finns cirka 300 skolpliktiga barn på 1920-talet. 1936 utvidgas undervisningen till cirka 36 veckor per läsår det vill säga 9 månader på året. 1947 blev det 39 veckors undervisning per läsår. 1947 fanns 13 skollärare i kommunen. Årskullarna av skolbarn var i början av 1940-talet fortsatt cirka 50 barn. I slutet av 1940-talet sjönk barnantalet till cirka 30. Största antalet barn hörde till Linneryds skolrote. Övriga barn fick delas upp på övriga sex skolrotar. Det blev då naturligt med en central skola I kyrkby för hela kommunen. Även Nöbbele fick en central skola 1955, alltså före Linneryd, för barnen i den församlingen. 
1942 fanns 7 skolor i kommunen : Linneryd, Kronsborg, Skogsryd, Virsryd, Bro, Siggalycke och Stångsmåla
Sjuårig skola infördes 1937 i Skogsryds rote, men det dröjde till 1943 innan alla skolor i kommunen blev sjuåriga
1950 fattades beslut om en ny skolorganisation. En för hela distriktet gemensam skola skulle byggas i Linneryd. Intill dess att skolan nybyggdes i Linneryd skulle förutom i Linneryd bara Skogsryds, Kronborgs, Stångsmåla, Siggalycke och Bro skolor upprätthållas. Siggalycke och  Kronsborg skulle bara vara folkskolor.
I augusti 1957 invigdes Centralskolan i Linneryd efter att Linneryds landskommun slagits ihop med Nöbbele landskommun 1 januari 1952.

## Geografi
Linneryds socken omfattar ensam  ca 176 kvadratkilometer och det var den största socknen i Konga härad.Linneryds landskommun omfattade den 1 januari 1952 efter sammanläggning med Nöbbele en areal av 291,92 km², varav 270,20 km² land.

### Naturgeografi
Förr var stora delar av terrängen lövängar med lindar som främsta lövträd. Linden ingår i sockennamnet. Lövängarna har blivit skogsmark eller kulturbeten idag. Åkerarealen var i slutet av 1950-talet 1650 hektar medan skogsarealen var 10 440 hektar med dominerande barrskog, främst gran. Linneryds berggrund är en jämn urbergsslätt av grå granit, med några inslag av hällefinta. Högsta punkten i socknen ligger på 170 m över havet norr om Rolsmosjön samt i Bökås. 
Jordmånen är ganska blockrik morän och socknen har många rullstensåsar. Ett fällt med rullstensgrus finns söder om sjön Rottnen i norra delen av församlingen, och fortsätter som ett bälte genom socknens mellersta och sydöstra delar. Utmed Ronnebyån finns en mäktig rullstensås efterlämnad av en stor isälv som mynnade i  den förr så omfattande sjön Fornbolmen i Värend. Vid utflödet i denna sjö bildades ett delta med flera flodarmar som avsatt flera armar av rullstensåsar vid Flåboda, Svartbäck och Smedjehult. Linneryds marknadsplats ligger på ett issjödelta. 
Nästan hela socknen tillhör Ronnebyåns vattenområde som först är gräns mot Hovmantorp i öster, sedan gräns mot Ljuder och rinner sedan i Linneryd till utloppet av sjön Viren, där den sedan blir gräns mot Älmeboda. Sedan rinner den via Bro och Bastsjön, Viebosjön in i Södra Sandsjö sockren. Lillån avvattnar stora delar av Linneryd innan den förenas med Ronnebyån i Bastsjön. Sjön Rottnen når bara Linneryd med viken Tomtsjön.

### Tätorter i kommunen 1960
I Linneryds landskommun fanns tätorten Linneryd, som hade 384 invånare den 1 november 1960. Tätortsgraden i kommunen var då 14,8 procent.

## Politik

### Mandatfördelning i valen 1938–1966
| 2 | 7 | 3 | 9 | 4 |

| 21 | 4 |

|  | 6 | 3 | 12 | 3 |

| 23 |

|  | 6 | 15 | 3 |

| 22 |

| 12 | 18 | 5 |

| 30 | 5 |

| 12 | 15 | 8 |

| 33 |

| 10 | 17 | 8 |

| 30 | 5 |

| 10 | 17 | 2 | 6 |

| 28 | 7 |

| 8 | 18 | 2 | 7 |

| 29 | 6 |